# El Asalto de Mastrique por el Príncipe de Parma
El Asalto de Mastrique por el Príncipe de Parma es tragicomedia de Lope de Vega escrita entre 1600 y 1606 y publicada en 1614. Morley y Bruerton alegan que Vega probablemente la compuso antes de 1604, pero Menéndez Pelayo, por el contrario la juzga escrita después de 1603.
Narra Vega en ella el Asedio de Maastricht (1579), llevado a cabo por los tercios españoles y dirigido por el Duque de Parma, sobrino de Felipe II, durante la guerra de Flandes, acaecida durante la administración española de las Diecisiete Provincias que inicia con el reinado de Felipe I de Castilla (1506) y que concluye en 1714 con su pérdida por el Tratado de Utrecht.  El exónimo usado en tierras de habla castellana durante este período bicentenario es Mastrique; siglos después, a la ciudad a menudo se le llama Maastricht por su nombre en holandés.
Vega se adhiere a hechos históricos conocidos, descansando en la obra de Alonso Vázquez, entre otros.